# Jan van der Kaa

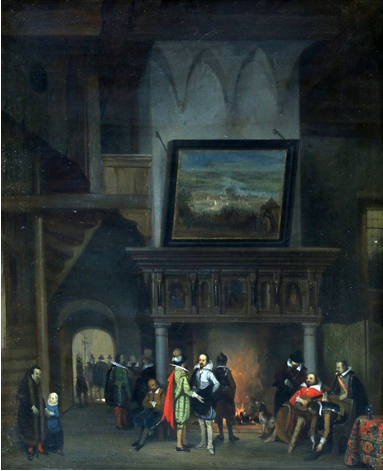
Interieur mit Johan van Oldenbarnevelt

Jan van der Kaa (* 1. November 1813 in Dordrecht; † 23. November 1877 in Rotterdam) war ein holländischer Maler und Lithograph.

## Leben und Wirken
Van der Kaa trug denselben Namen wie sein Vater. Seine Mutter war Pieternella Adriana de Mey. Er war ein Schüler von Pieter Hofman und von Johannes Christiaan Bendorp und gehörte knapp ein Jahr lang, vom 1. Oktober 1832 bis zum 16. September 1833, dem Dordrechter Malerverein „Pictura“ an. Ab 1832 oder 1833 lebte und arbeitete er in Rotterdam. Im Jahr 1839 reiste er nach Belgien und Deutschland. Ab 1840 nahm er regelmäßig an Ausstellungen in diversen holländischen Städten teil. Der Zar von Russland beschenkte den Maler mit einem Brillantring von ansehnlichem Wert, nachdem dieser ein großes Gemälde für ihn angefertigt hatte.

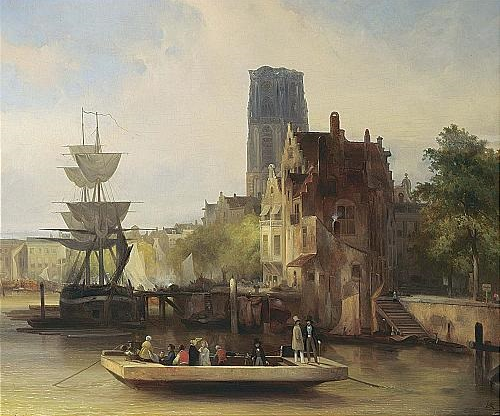
Fähre

Van der Kaas Hauptmotive waren Interieurs und Landschaften. Drei Lithographien von seiner Hand befänden sich im Amsterdamer Kupferstichkabinett, darunter eines nach einer Landschaft von Jan Both aus dem Museum Boymans in Rotterdam sowie zwei nach Interieurs von George Gillis Haanen und Arie Johannes Lamme.
- 1844: Rouwzaal met de lijkkist en regalia van koning Willem I, 1843 Rijksmuseum Amsterdam
- Selbstporträt Rijksmuseum Amsterdam